# Collegio di Hyndburn
Hyndburn è un collegio elettorale situato nel Lancashire, nel Nord Ovest dell'Inghilterra, e rappresentato alla Camera dei comuni del Parlamento del Regno Unito. Elegge un membro del parlamento con il sistema first-past-the-post, ossia maggioritario a turno unico; l'attuale parlamentare è Sarah Smith del Partito Laburista, che rappresenta il collegio dal 2024.

## Estensione
- 1983-1997: il Borough di Hyndburn.

Hyndburn dal 2010 al 2024

- dal 1997: il Borough di Hyndburn e i ward del Borough of Rossendale di Greenfield e Worsley.

Il collegio si trova nel Lancashire orientale ed è incentrato intorno alla città di Accrington; include anche Clayton-le-Moors, Great Harwood, Oswaldtwistle e Rishton nel Borough di Hyndburn, e Haslingden in quello di Rossendale.

## Membri del parlamento
| Elezione | Elezione     | Deputato        | Partito      |
| -------- | ------------ | --------------- | ------------ |
|          | 1983         | Ken Hargreaves  | Conservatore |
|          | 1992         | Greg Pope       | Laburista    |
| 2010     | Graham Jones |                 | Laburista    |
|          | 2019         | Sara Britcliffe | Conservatore |
|          | 2024         | Sarah Smith     | Laburista    |

## Elezioni

### Elezioni negli anni 2020
| Partito                    | Partito                                           | Candidato                  | Risultati 4 luglio 2024 | Risultati 4 luglio 2024 |
| Partito                    | Partito                                           | Candidato                  | Voti                    | %                       |
| -------------------------- | ------------------------------------------------- | -------------------------- | ----------------------- | ----------------------- |
|                            | Laburista                                         | Sarah Smith                | 12 186                  | 33,50                   |
|                            | Conservatore                                      | Sara Britcliffe            | 10 499                  | 28,86                   |
|                            | Reform UK                                         | Richard Oakley             | 7 541                   | 20,73                   |
|                            | Verdi                                             | Shabir Fazal               | 4 938                   | 13,58                   |
|                            | Lib Dem                                           | Beth Waller-Slack          | 1 210                   | 3,33                    |
|                            |                                                   |                            |                         |                         |
| Iscritti                   | Iscritti                                          | Iscritti                   | 67 147                  | 100,00                  |
| ↳ Votanti (% su iscritti)  | ↳ Votanti (% su iscritti)                         | ↳ Votanti (% su iscritti)  | 36 570                  | 54,46                   |
| ↳ Astenuti (% su iscritti) | ↳ Astenuti (% su iscritti)                        | ↳ Astenuti (% su iscritti) | 30 577                  | 45,54                   |
|                            |                                                   |                            |                         |                         |
|                            | Esito: collegio passa da Conservatore a Laburista |                            |                         |                         |

### Elezioni negli anni 2010
| Partito                    | Partito                                           | Candidato                  | Risultati 12 dicembre 2019 | Risultati 12 dicembre 2019 |
| Partito                    | Partito                                           | Candidato                  | Voti                       | %                          |
| -------------------------- | ------------------------------------------------- | -------------------------- | -------------------------- | -------------------------- |
|                            | Conservatore                                      | Sara Britcliffe            | 20 565                     | 48,50                      |
|                            | Laburista                                         | Graham Jones               | 17 614                     | 41,54                      |
|                            | Brexit                                            | Gregory Butt               | 2 156                      | 5,08                       |
|                            | Lib Dem                                           | Adam Waller-Slack          | 1 226                      | 2,89                       |
|                            | Verdi                                             | Katrina Brockbank          | 845                        | 1,99                       |
|                            |                                                   |                            |                            |                            |
| Iscritti                   | Iscritti                                          | Iscritti                   | 70 910                     | 100,00                     |
| ↳ Votanti (% su iscritti)  | ↳ Votanti (% su iscritti)                         | ↳ Votanti (% su iscritti)  | 45 307                     | 63,89                      |
| ↳ Astenuti (% su iscritti) | ↳ Astenuti (% su iscritti)                        | ↳ Astenuti (% su iscritti) | 25 603                     | 36,11                      |
|                            |                                                   |                            |                            |                            |
|                            | Esito: collegio passa da Laburista a Conservatore |                            |                            |                            |

| Partito                    | Partito                                | Candidato                  | Risultati 8 giugno 2017 | Risultati 8 giugno 2017 |
| Partito                    | Partito                                | Candidato                  | Voti                    | %                       |
| -------------------------- | -------------------------------------- | -------------------------- | ----------------------- | ----------------------- |
|                            | Laburista                              | Graham Jones               | 24 120                  | 53,36                   |
|                            | Conservatore                           | Kevin Horkin               | 18 305                  | 40,50                   |
|                            | UKIP                                   | Janet Brown                | 1 953                   | 4,32                    |
|                            | Lib Dem                                | Leslie Jones               | 824                     | 1,82                    |
|                            |                                        |                            |                         |                         |
| Iscritti                   | Iscritti                               | Iscritti                   | 73 312                  | 100,00                  |
| ↳ Votanti (% su iscritti)  | ↳ Votanti (% su iscritti)              | ↳ Votanti (% su iscritti)  | 45 307                  | 61,80                   |
| ↳ Astenuti (% su iscritti) | ↳ Astenuti (% su iscritti)             | ↳ Astenuti (% su iscritti) | 28 005                  | 38,20                   |
|                            |                                        |                            |                         |                         |
|                            | Esito: collegio confermato a Laburista |                            |                         |                         |

| Partito                    | Partito                                | Candidato                  | Risultati 7 maggio 2015 | Risultati 7 maggio 2015 |
| Partito                    | Partito                                | Candidato                  | Voti                    | %                       |
| -------------------------- | -------------------------------------- | -------------------------- | ----------------------- | ----------------------- |
|                            | Laburista                              | Graham Jones               | 18 076                  | 42,15                   |
|                            | Conservatore                           | Kevin Horkin               | 13 676                  | 31,89                   |
|                            | UKIP                                   | Janet Brown                | 9 154                   | 21,34                   |
|                            | Verdi                                  | Kerry Gormley              | 1 122                   | 2,62                    |
|                            | Lib Dem                                | Alison Firth               | 859                     | 2,00                    |
|                            |                                        |                            |                         |                         |
| Iscritti                   | Iscritti                               | Iscritti                   | 68 341                  | 100,00                  |
| ↳ Votanti (% su iscritti)  | ↳ Votanti (% su iscritti)              | ↳ Votanti (% su iscritti)  | 42 887                  | 62,75                   |
| ↳ Astenuti (% su iscritti) | ↳ Astenuti (% su iscritti)             | ↳ Astenuti (% su iscritti) | 25 454                  | 37,25                   |
|                            |                                        |                            |                         |                         |
|                            | Esito: collegio confermato a Laburista |                            |                         |                         |

| Partito                    | Partito                                | Candidato                  | Risultati 6 maggio 2010 | Risultati 6 maggio 2010 |
| Partito                    | Partito                                | Candidato                  | Voti                    | %                       |
| -------------------------- | -------------------------------------- | -------------------------- | ----------------------- | ----------------------- |
|                            | Laburista                              | Graham Jones               | 17 531                  | 41,08                   |
|                            | Conservatore                           | Karen Buckley              | 14 441                  | 33,84                   |
|                            | Lib Dem                                | Andrew Rankine             | 5 033                   | 11,79                   |
|                            | BNP                                    | Andrew Eccles              | 2 137                   | 5,01                    |
|                            | UKIP                                   | Granville Barker           | 1 481                   | 3,47                    |
|                            | Popoli Cristiani                       | Kevin Logan                | 795                     | 1,86                    |
|                            | Verdi                                  | Kerry Gormley              | 463                     | 1,09                    |
|                            | Democratici                            | Chris Reid                 | 413                     | 0,97                    |
|                            | Indipendente                           | Craig Hall                 | 378                     | 0,89                    |
|                            |                                        |                            |                         |                         |
| Iscritti                   | Iscritti                               | Iscritti                   | 67 221                  | 100,00                  |
| ↳ Votanti (% su iscritti)  | ↳ Votanti (% su iscritti)              | ↳ Votanti (% su iscritti)  | 42 672                  | 63,48                   |
| ↳ Astenuti (% su iscritti) | ↳ Astenuti (% su iscritti)             | ↳ Astenuti (% su iscritti) | 24 549                  | 36,52                   |
|                            |                                        |                            |                         |                         |
|                            | Esito: collegio confermato a Laburista |                            |                         |                         |

### Elezioni negli anni 2000
| Partito                    | Partito                                | Candidato                  | Risultati 5 maggio 2005 | Risultati 5 maggio 2005 |
| Partito                    | Partito                                | Candidato                  | Voti                    | %                       |
| -------------------------- | -------------------------------------- | -------------------------- | ----------------------- | ----------------------- |
|                            | Laburista                              | Greg Pope                  | 18 136                  | 45,97                   |
|                            | Conservatore                           | James Mawdsley             | 12 549                  | 31,81                   |
|                            | Lib Dem                                | Bill Greene                | 5 577                   | 14,14                   |
|                            | BNP                                    | Christian Jackson          | 2 444                   | 6,20                    |
|                            | UKIP                                   | John Whittaker             | 743                     | 1,88                    |
|                            |                                        |                            |                         |                         |
| Iscritti                   | Iscritti                               | Iscritti                   | 67 090                  | 100,00                  |
| ↳ Votanti (% su iscritti)  | ↳ Votanti (% su iscritti)              | ↳ Votanti (% su iscritti)  | 39 449                  | 58,80                   |
| ↳ Astenuti (% su iscritti) | ↳ Astenuti (% su iscritti)             | ↳ Astenuti (% su iscritti) | 27 641                  | 41,20                   |
|                            |                                        |                            |                         |                         |
|                            | Esito: collegio confermato a Laburista |                            |                         |                         |

| Partito                    | Partito                                | Candidato                  | Risultati 7 giugno 2001 | Risultati 7 giugno 2001 |
| Partito                    | Partito                                | Candidato                  | Voti                    | %                       |
| -------------------------- | -------------------------------------- | -------------------------- | ----------------------- | ----------------------- |
|                            | Laburista                              | Greg Pope                  | 20 900                  | 54,65                   |
|                            | Conservatore                           | Peter Britcliffe           | 12 681                  | 33,16                   |
|                            | Lib Dem                                | Bill Greene                | 3 680                   | 9,62                    |
|                            | UKIP                                   | John Tomlin                | 982                     | 2,57                    |
|                            |                                        |                            |                         |                         |
| Iscritti                   | Iscritti                               | Iscritti                   | 66 509                  | 100,00                  |
| ↳ Votanti (% su iscritti)  | ↳ Votanti (% su iscritti)              | ↳ Votanti (% su iscritti)  | 38 243                  | 57,50                   |
| ↳ Astenuti (% su iscritti) | ↳ Astenuti (% su iscritti)             | ↳ Astenuti (% su iscritti) | 28 266                  | 42,50                   |
|                            |                                        |                            |                         |                         |
|                            | Esito: collegio confermato a Laburista |                            |                         |                         |

## Risultati dei referendum

### Referendum sulla permanenza del Regno Unito nell'Unione europea del 2016
|             | Collegio | Lasciare UE % | Rimanere in UE % |
| ----------- | -------- | ------------- | ---------------- |
|             | Hyndburn | 65,7%         | 34,3%            |
| Inghilterra | 53,3%    | 46,7%         |                  |
| Regno Unito | 51,9%    | 48,1%         |                  |